# Fonología del polaco

## El alfabeto
El alfabeto polaco, derivado del alfabeto latino, consta de 32 letras, que son las siguientes:
| Grafia | IPA    | Grafia | IPA |
| ------ | ------ | ------ | --- |
| a      | [a]    | m      | [m] |
| ą      | [ɔ̃]    | n      | [n] |
| b      | [b]    | ń      | [ɲ] |
| c      | [t͡s]   | o      | [ɔ] |
| ć      | [t͡ɕ]   | ó      | [u] |
| d      | [d]    | p      | [p] |
| e      | [ɛ]    | r      | [r] |
| ę      | [ɛ̃]    | s      | [s] |
| f      | [f]    | ś      | [ɕ] |
| g      | [g]    | t      | [t] |
| h      | [x]    | u      | [u] |
| i      | [i]    | w      | [v] |
| j      | [j]    | y      | [ɨ] |
| k      | [k]    | z      | [z] |
| l      | [l]    | ź      | [ʑ] |
| ł      | [w, ɫ] | ż      | [ʒ] |

Además, hay 7 dígrafos, que son los siguientes
| Grafia | IPA  |
| ------ | ---- |
| ch     | [x]  |
| cz     | [t͡ʃ] |
| dz     | [d͡z] |
| dź     | [d͡ʑ] |
| dż     | [d͡ʒ] |
| rz     | [ʐ]  |
| sz     | [ʃ]  |

Los diccionarios polacos incluyen tanto las grafías simples como las dobles en orden alfabético. En muchos diccionarios, los dígrafos no tienen una entrada propia, sino que aparecen ubicados como grafías dobles en el lugar alfabético que les corresponda en la secuencia dentro de la letra simple inicial. El orden alfabético es el siguiente:
| a | ą | b | c | ch | cz | ć | d | dz | dź | dż | e  | ę | f | g | h | i | j | k |   |
| l | ł | m | n | ń  | o  | ó | p | r  | rz | s  | sz | ś | t | u | w | y | z | ź | ż |

### Las grafías
Las grafías polacas en mayúsculas y minúsculas son las siguientes:
| A a | Ą ą | B b | C c | Ć ć | D d | E e | Ę ę |  |
| F f | G g | H h | I i | J j | K k | L l | Ł ł |  |
| M m | N n | Ń ń | O o | Ó ó | P p | R r | S s |  |
| Ś ś | T t | U u | W w | Y y | Z z | Ź ź | Ż ż |  |

El uso de las grafías q, v y x es muy poco frecuente, se emplean solo en palabras de origen extranjero.

## Vocales y consonantes
Los sonidos que emite el aparato fonador se clasifican en vocales y consonantes, a partir de una serie de criterios que toman en consideración diversos aspectos del fenómeno de la emisión.
Las vocales, desde un criterio mecánico-acústico, son sonidos emitidos simplemente por la vibración de las cuerdas vocales sin que concurran es su producción ninguna contrición entre la laringe y las aperturas oral y nasal. Por el contrario, en la emisión de las consonantes, los elementos articulatorios interponen algún obstáculo en su producción.

### Clasificación de las vocales
El repertorio vocálico polaco es el siguiente:
a - ą - e - ę - i - y - o - u (ó)
La articulación de los fonemas vocálicos se produce como consecuencia de la modificación que ejercen los diversos resonadores con su acción filtrante. En este proceso, intervienen diversos órganos, como la lengua (que afecta con las diversas posiciones que adopta, tanto en el eje vertical como en el horizontal), la mandíbula inferior, los labios y el paladar.
Las vocales polacas se clasifican según 5 criterios:
- I: la posición del velo del paladar puede dar lugar a vocales orales y vocales nasales. En la producción de las vocales orales (a, e, i, y, o, u) el velo se eleva y la nasofarínge va impidiendo que el aire pase por la cavidad nasal. Por el contrario, en la producción de las vocales nasales (ą, ę) el velo desciende y libera el flujo de aire a través de la nasofaringe, y se produce una resonancia nasal.

- II: según cuál sea la parte de la lengua (predorsal, dorsal o postdorsal) afectada por el movimiento vertical, esto es, según la posición de la lengua en el eje horizontal, una vocal puede ser:
  - Anterior (timbre agudo): e, i, y
  - Central (timbre neutro): a
  - Posterior (timbre grave): o, u
- III: dependiendo de la posición de la lengua en el eje vertical (según el movimiento de la lengua hacia el paladar) una voca puede ser: 
  - Alta (apertura mínima): i, y, u
  - Mediana (apertura mediana): e, o
  - Baja (apertura máxima): a
- IV: en la producción de fonemas vocálicos puede intervenir también la labialización, esto es, la participación activa de los labios. Las vocales labializadas son aquellas que requieren en su emisión que los labios estén redondeados, por eso también se denominan vocales redondeadas. En polaco son o y u.
- V: cuando en la articulación de los fonemas se produce vibración de las cuerdas vocales, esta se denominan sonoras. Todas las vocales son sonoras.

Clasificación de las vocales
|         | Anterior | Central | Posterior |
| ------- | -------- | ------- | --------- |
| Alta    | i        | y       | u         |
| Mediana | e / ę    |         | o / ą     |
| Baja    |          | a       |           |

### Clasificación de las consonantes
El repertorio consonántico polaco es el siguiente:
b - c - ć - cz - d - dz - dź - dż - f - g - h (ch) - j - k
l - ł - m - n - ń - p - r - s - ś - sz - t - w - z - ź - ż (rz)
Las consonantes polacas se clasifican según 5 criterios:
- I. La oralidad o nasalidad

Cuando en la articulación de los fonemas el aire pasa por las fosas nasales, los fonemas se denominan nasales (m, n, ń). Si, por el contrario, el aire sale por la boca, los fonemas se denominan orales (las restantes). La diferencia fundamental en la distinción de estos tipos de fonemas radica en el tipo de resonador utilizado por la laringe, bien si sigue por la cavidad nasal, como la oral, respectivamente. 
- II. La sonoridad

Cuando en la articulación de los fonemas se produce vibración de la glotis, se denominan sonoros. Contrariamente, cuando la articulación de los fonemas no incluye la vibración de las cuerdas vocales, se definen como fonemas sordos.
El repertorio de consonantes sonoras de la lengua polaca es el siguiente: b, d, g, w, z, ź, ż / rz, dz, dź, dż, m, n, r, l, ł, j.
Y el conjunto de consonantes sordas existentes en polaco lo componen las siguientes: p, t, k, f, s, ś, sz, ch / h, c, ć, cz.
En polaco hay fonemas consonánticos que, con idéntico punto de articulación, se oponen únicamente por la sonoridad. Hay las siguientes parejas correlativas de consonantes sonoras y sordas: 
| Sonoras | b | d | g | w | z | ź | ż/rz | dz | dź | dż | m | n | ń | r | l | ł | j |
| Sordas  | p | t | k | f | s | ś | sz   | c  | ć  | cz |   |   |   |   |   |   |   |

Las consonantes m, n, ń, r, l, ł, j son sonoras, pero no tienen correlativas sordas.
- III. El punto de articulación

La articulación es un proceso por el cual la circulación del flujo del aire se ve alterada por algún tipo de obstáculo interpuesto por el aparato fonador. Los órganos articuladores que intervienen en la articulación son: los labios, los dientes, las diferentes partes del paladar, la lengua y la glotis. Todos estos órganos articulan por oposición con otro órgano. El único que no funciona así es la glotis que puede articular de un modo independiente. Según el punto de articulación, los fonemas consonánticos se clasifican en: 
- - Bilabiales o articulados per oposición de los labios: p, b, m
  - Labiodentales o articulados por oposición de los dientes superiores con el labio inferior: f, w
  - Linguodentales o articulados per oposición de la punta de la lengua con les dientes superiores: t, d, s, z, c, dz, n, ł
  - Linguoalveolares o articulados per oposición de la punta de la lengua con la zona alveolar: sz, ż/rz, cz, dż, r, l
  - Linguopalatales o articulados por oposición de la lengua con el paladar blando: ś, ź, ć, dź, ń, j
  - Velares o articulados por oposición de la parte posterior de la lengua con el paladar duro: k, g, ch/h

- IV. El modo de articulación

Por otro lado, la articulación se puede realizar de diferentes maneras, todas originando fonemas que pueden ser obstruyentes (cuando en la articulación se estrecha la cavidad vocálica) o sonantes (cuando en la articulación el grado de obstrucción es muy débil, y se acercan las vocales)
Los fonemas consonánticos obstruyentes pueden ser:
- - Oclusivos: si se produce una parada completa momentánea en la salida del aire:  p, b, t, d, k, g
  - Fricativos: si el aire atraviesa un espacio estrecho en la salida: f, w, s, z, ś, ź, sz, ż, ch/h
  - Africados: si se produce una oclusión seguida de fricación: c, cz, ć, dz, dż, dź

Los fonemas consonánticos sonantes se clasifican en:
- - Líquidos: si tienen rasgos vocálicos (como la cavidad bucal con amplia dimensión longitudinal) y rasgos consonánticos (como cierre y apertura de la salida del aire a través de la cavidad bucal o cierre intermitente de la cavidad): r, l
  - Nasales: si se producen con el velo del paladar balado y desenganchado de la pared faríngea, de modo que el aire pasa por el conducto rinofaríngeo: m, n, ń
  - Deslizantes: si se trata de fonemas caracterizados por no ser ni vocálicos ni consonánticos, por eso también se les denomina semiconsonantes o semivocales: ł, j

- V. La palatalización

Las consonantes polacas pueden estar palatalizadas o no. La palatización es un fenómeno particular de asimilación que presentan los fonemas al entrar en contacto con un palatal. Una consonante está palatizada cuando su punto de articulación se aproxima al paladar duro. A la lengua escrita se sabe que una consonante está palatizada cuando:
- - Va seguida de i: latarnia (farola), babcia (abuela)
  - Lleva el signo diacrítico kreska (´): koń (caballo), łódź (barca)

Según el criterio de la existencia o falta de palatización, las consonantes se clasifican en 3 grupos: 
- Duras: consonantes que no están palatalizadas: kot (gato), kawa (café), dom (casa). Son las siguientes: p, b, f, w, t, d, s, z, k, g, ch, m, n, ł, r
- Blandas: consonantes que sí que están palatalizadas: pani (señora), wieś (villa). Son las siguientes: pi, bi, fi, wi, ci, ć, dzi, dź, si, ś, zi, ź, ki, gi, chi, mi, ni, ń, li
- Funcionales o históricamente blandas: hay un tercer grupo de consonantes que, aunque sean duras, actúan en el sistema flexiva nominal como si fuesen consonantes blandas, esto es, adoptan las desinencias casuales propias de las consonantes blandas. Son las siguientes: c, cz, dz, dż, l, sz, rz, ż

Clasificación
| Duras         | p  | b  | f  | w  | t    | d      | s    | z    | k    | g    | ch     | m  | n    | ł  | r  |
| Blandas       | pi | bi | fi | wi | ci/ć | dzi/dź | si/ś | zi/ź | ki   | gi   | chi/si | mi | ni/ń | li |    |
| Func. blandas |    |    |    |    | cz   | dz/dż  | sz   | ż    | c/cz | ż/dz | sz     |    |      | l  | rz |

En el proceso flexivo, es necesario prestar atención al fenómeno de la palatalización, ya que influye decisivamente en el uso de una desinencia u otra.

## Fonemas, alófonos y grafías
El repertorio de fonemas vocálicos y consonánticos del polaco, así como sus correspondientes alófonos, está constituido así: 
| Fonemas | Alófonos | Grafías         | Fonemas | Alófonos | Grafías |
| ------- | -------- | --------------- | ------- | -------- | ------- |
| /a/     | [a]      | a               | /w/     | [w]      | ł       |
| /b/     | [b/bˈ]   | b/bi            | /m/     | [m/mˈ]   | m/mi    |
| /ts/    | [ts]     | c               | /n/     | [n]      | n       |
| /x/     | [x/xˈ]   | ch (h)/chi (hi) | /ɲ/     | [ɲ]      | ń/ni    |
| /tʃ/    | [tʃ]     | cz              | /ɔ/     | [ɔˈ/~ɔ]  | o/ą     |
| /tɕ/    | [tɕ]     | ć/ci            | /p/     | [p/pˈ]   | p/pi    |
| /d/     | [d]      | d               | /r/     | [r]      | r       |
| /dz/    | [dz]     | dz              | /s/     | [s]      | s       |
| /dʑ/    | [dʑ]     | dź/dzi          | /ʃ/     | [ʃ]      | sz      |
| /dʒ/    | [dʒ]     | dż              | /ɕ/     | [ɕ]      | ś/si    |
| /ɛ/     | [ɛ/~ɛ]   | e/ę             | /t/     | [t]      | t       |
| /f/     | [f/fˈ]   | f/fi            | /u/     | [u]      | u/ó     |
| /g/     | [g/gˈ]   | g/gi            | /v/     | [v/vˈ]   | w/wi    |
| /i/     | [i/ɨ]    | i/y             | /z/     | [z]      | z       |
| /j/     | [j]      | j               | /ʑ/     | [ʑ]      | ź/zi    |
| /k/     | [k/kˈ]   | k/ki            | /ʒ/     | [ʒ]      | ż/rz    |
| /l/     | [l/lˈ]   | l/li            |         |          |         |

- Datos: Q1759713
- Multimedia: Polish pronunciation / Q1759713